# Melvyn Goldstein
Pour les articles homonymes, voir Goldstein.
Melvyn C. Goldstein, né le 8 février 1938 à New York, est un anthropologue américain et spécialiste du Tibet. Ses recherches scientifiques portent sur l'ancienne société (notamment le servage et l'esclavage), l'histoire, la politique contemporaine, la démographie, la polyandrie, la culture et l'écologie, l'évolution de l'économie et celle des modes de relations entre générations dans les régions rurales.

## Expérience personnelle
Melvyn Goldstein est un linguiste et anthropologue américain, parlant et écrivant couramment le tibétain. Ses domaines de recherche sont la langue tibétaine et l'histoire et la société tibétaines.
Le 7 décembre 1962 à Seattle, il a épousé Chunden Surkhang, qui serait, selon Israel Epstein, la fille de l'érudit et responsable aristocrate, Surkhang Wangchen Gelek. Selon d'autres sources, elle serait sa nièce.
Goldstein se décrit comme ayant des opinions politiques conservatrices.
Depuis 1997 à aujourd'hui, il est membre du Comité national sur les relations entre les États-Unis et la Chine. Leurs initiatives comprennent l'identification de chercheurs émergents et à développer les capacités des futurs dirigeants des États-Unis dans le « Programme d'intellectuels publics pour les spécialistes américains de la Chine »,.

## Travaux sur le tibétain moderne
Durant sa carrière, Melvyn Goldstein a publié nombre ouvrages destinés à l'apprentissage du tibétain moderne : dictionnaires tibétain-anglais et anglais-tibétain, manuels de lecture et de grammaire du tibétain littéraire moderne, manuel pour le débutant, recueils de phrases pour la conversation, le voyage, etc.

## Travaux sur l'histoire et la société tibétaines
Melvyn Goldstein a mené des recherches dans différentes régions du Tibet, principalement dans la région autonome du Tibet en  République populaire de Chine, sur une gamme de sujets, notamment le pastoralisme nomade, l'impact des réformes sur le Tibet rural, la planification familiale et la fécondité, l'histoire moderne tibétaine, les changements socio-économiques, etc..
Il a également mené des recherches en Inde, auprès des réfugiés tibétains à Bylakuppe, dans le nord-ouest du Népal, auprès d'une communauté tibétaine frontalière à Limi (en), dans l'ouest de la Mongolie, auprès d'une communauté pastorale nomade de la province de Khovd, dans les provinces orientales de Chine, auprès des Hans sur la modernisation et les personnes âgées.
Au nombre de ses projets actuels : l'histoire orale du Tibet, l'histoire moderne du Tibet en plusieurs volumes, l'histoire de l'incident de Nyemo en 1969, et une étude longitudinale de l'impact des politiques de réforme sur le Tibet rural des nomades et agriculteurs. Une nouvelle enquête de la NSF en 3 ans sur la modernisation et l'évolution des modes de relations entre générations dans les régions rurales du Tibet a débuté sur le terrain en 2005.
L'auteur prépare le troisième volet de son « Histoire du Tibet moderne » : A History of Modern Tibet, Volume Three, 1955-1957: The Storm Clouds Descend.

## Accueil critique

### Universitaires
Le tibétologue américain Jeffrey Hopkins pour sa part trouve que l'ouvrage, qui constitue la première tentative de rendre compte de façon complète et impartiale de la scène politique tibétaine de 1913 à 1951, mérite de grands éloges.
Le second volume de A History of Modern Tibet (1951-1955, The Calm Before the Storm) est salué par le professeur en sciences politiques Brantly Womack (en), de l'université de Virginie aux États-Unis et de l'université de Jilin en Chine, comme étant « l'histoire définitive des premières années de l'incorporation du Tibet dans la république populaire de Chine ». Womack décrit Goldstein comme étant « un spécialiste de premier plan de la langue, de l'histoire et de la société tibétaines qui parvient à entretenir de bonnes relations avec le dalaï-lama tout en continuant à faire des recherches au Tibet ».
Dans son compte rendu de ce même deuxième volume, le tibétologue Robert Barnett écrit, pour sa part, à propos de Melvyn C. Goldstein, que « la plupart de ses travaux ont suscité la controverse, notamment auprès des nationalistes tibétains qui lui firent des procès d'intention au lieu de s'atteler à la tâche beaucoup plus fructueuse de rivaliser avec son immense savoir et sa prodigieuse érudition ». Par contre Robert Barnett et d'autres chercheurs tels William Coleman ou Girija Saklani, se démarquent de Melvyn Goldstein, considérant qu'utiliser le terme de « féodalisme » pour la société tibétaine n'est pas pertinent car il n'intègre pas les « principes de cohésion sociale et de collectivisme » inhérents à l'organisation du Tibet.
Le tibétologue néozélandais Alex McKay, pour sa part, estime que Goldstein a révolutionné les études tibétaines en évitant d'embellir le Tibet ou la culture et la société tibétaines de quelque façon que ce soit, en exigeant que l'on applique à l'histoire tibétaine les normes traditionnelles de la critique historique et en remettant en question notre perception de la société tibétaine par l'emploi de termes tels que « purge » plutôt que « renvoi » pour désigner l'élimination des officiers pro-britanniques de l'armée tibétaine dans les années 1920. Et d'ajouter que Goldstein a été à la tête d'un mouvement de démystification de l'image de Shangri-La plaquée sur le Tibet.
Le diplomate et tibétologue britannique Hugh Richardson, qui fut le professeur de Goldstein, loua The Demise of the Lamaist State à sa sortie pour « ses recherches ainsi que ses reportages lucides » mais qualifia de « honteux » le fait que « tout ce que Goldstein trouve à dire au sujet des événements d’après 1951, c'est qu'une série d'événements complexes a entraîné la fuite en Inde du dalaï-lama et de 80 000 Tibétains ». Il est vrai, comme le fait remarquer sur son blogue Jamyang Norbu, un écrivain tibétain en exil et partisan de l'indépendance du Tibet, que Richardson, comme tout le monde à l'époque, ignorait que Goldstein se proposait d'écrire une suite sur ces événements, si bien que la critique du maître, si elle était acceptable à l'époque, ne l'est plus aujourd'hui.
John Powers, commentant The Calm before the Storm: 1951–1955, déclare que les « choix de vocabulaire [de Goldstein] d'un bout à l'autre du livre dénotent de la compréhension pour la position chinoise, et que Goldstein adopte systématiquement les termes « libération pacifique » tout en admettant que la force militaire fut employée pour occuper et contrôler le pays. Les Chinois sont associés à la « réforme » et au « progrès » tandis que les Tibétains qui voulaient maintenir leur indépendance et leurs traditions sont de sots réactionnaires. Par ailleurs, Goldstein accuse souvent les Tibétains de mensonge et d’occultation dans leurs souvenirs de la période, mais aucune personnalité chinoise n’est jamais présentée comme moins qu'honnête, pas plus que leurs motivations ne sont remises en question ».
Françoise Aubin rapporte l'analyse de l'universitaire Christopher I. Beckwith considérant une « dépendance trop large de récits oraux d’une fiabilité incertaine ; adoption subreptice de points de vue proches de ceux de Pékin, ce qui jette un certain doute sur l’impartialité finale de l’auteur, ainsi le recours à des termes très contestés en Occident, tels que ”serf”, ”servage”, ou encore ”État lamaïste” ; et quelques autres critiques factuelles ou théoriques ».
La traduction exacte du mot tibétain miser a suscité un débat chez les spécialistes du Tibet. La tibétologue norvégienne Heidi Fjeld affirme pour sa part que là où Melvyn Goldstein traduit miser par « serf », la principale source chinoise sur l'histoire sociale du Tibet (la Maison d'édition du peuple du Tibet, 1987) ainsi que des personnes qu'elle a interrogées rendent ce mot par « roturier » ou « citoyen », de sorte que la présentation par Goldstein de la structure sociale de l'ancienne société tibétaine pourrait être considérée comme trompeuse. Alice Travers, chargée de recherche en histoire au CNRS, estime quant à elle que Melwyn Goldstein insiste sur la forme qui lie le miser à son seigneur, alors que d'autres tibétologues insistent sur l'autonomie des miser dans leur quotidien.

### Autres
Selon Jamyang Norbu, la Chine semble considérer Goldstein comme le principal tibétologue qui lui est favorable.
Tsering Woeser écrit que les livres de Goldstein sont publiés, incorrectement édités et lourdement censurés en Chine pour diaboliser davantage le Tibet, et que « mais il ne s'y est pas opposé ; au contraire, il a tacitement accepté cette violation des principes académiques de base, ou peut-être espérait-il simplement obtenir un plus large lectorat en gardant le silence ».

## Publications

### Tibétain moderne
- 1970 : (avec Nawang Nornang) Modern Spoken Tibetan: Lhasa Dialect, University of Washington Press, 400 p.
- 1973 : Modern Literary Tibetan: a Grammar and Reader, Wolfenden Society on Tibeto-Burmese Linguistics, 350 p.
- 1975 : Tibetan-English Dictionary of Modern Tibetan, Bibliotheca Himalaya Series, 1250 p.
- 1982 : Tibetan for Beginners and Travelers, Ratna Pustak Bhandar Publishers
- 1984 : English-Tibetan Dictionary of Modern Tibetan, University of California Press, 485 p.
- 1987 : Tibetan Phrasebook, Lonely Planet Publishers, 108 p.
- 1991 : (avec Gelek Rimpoché et Lobsang Phuntshog) Essentials of Modern Literary Tibetan: a reading course and reference grammar, University of California Press, 493 p.
- 2001 : The New Tibetan-English Dictionary of Modern Tibetan, University of California Press, 1200 p.

### Histoire et anthropologie du Tibet

#### Livres
- (en) A History of Modern Tibet, Vol. 1: The Demise of the Lamaist State: 1913-1951, University of California Press, 1989,  (ISBN 0520061403 et 9780520061408), 898 p. – (fr) Histoire moderne du Tibet (1913-1951) – La chute du royaume des lamas, traduction de Du Yongbin, Editions de l'actualité, 3e tirage, août 1995.
- (en) avec Cynthia M. Beall, 'Nomads of Western Tibet: the survival of a way of life, University of California Press ,1990,  (ISBN 0520072111 et 9780520072114), 191 p.
- (en) avec Cynthia M. Beall, The Changing World of Mongolia's Nomads, University of California Press, 1994,  (ISBN 0520085515 et 9780520085510), 176 p.
- (en) The Snow Lion and the Dragon: China, Tibet and the Dalai Lama, University of California Press, 1997,  (ISBN 0520212541 et 9780520212541), 152 p. (aussi en version électronique intégrale en ligne)
- (en) Avec William Siebenschuh, et Tashi Tsering, The Struggle for Modern Tibet: The Autobiography of Tashi Tsering, Armonk, N.Y., M. E. Sharpe, Inc., 1997, xi + 207 p.  (ISBN 0-7656-0509-0 et 9780765605092) – (fr) Mon combat pour un Tibet moderne, Récit de vie de Tashi Tsering, traduit de l’anglais par André Lacroix, éditions Golias, 2010, 255 p.  (ISBN 2354721072 et 978-2354721077) - (en) Chinese Edition of The Struggle for a Modern Tibet: the Life of Tashi Tsering, Mirror Books, Carle Place, N.Y., 2000.
- (en) Avec Matthew Kapstein (eds.), Buddhism in Contemporary Tibet: Religious Revival and Cultural Identity, University of California, 1998,  (ISBN 0520211316 et 9780520211315), 207 p.
- (en) Avec Dawei Sherap, William Siebenschuh, A Tibetan Revolutionary. The political life of Bapa Phüntso Wangye, University of California Press, 2004,  (ISBN 0520240898 et 9780520240896), 371 p.
- (en) A History of Modern Tibet, Vol. 2: The Calm Before the Storm: 1951-1955, University of California Press, 2007  (ISBN 0520249410 et 978-0520249417), 639 p.
- (en) Avec Ben Jiao et Tanzen Lhundrup, On the Cultural Revolution in Tibet. The Nyemo Incident of 1969, University Presses Of California, Columbia And Princeton (United States), 2009  (ISBN 0520256824), 236 p.
- (en) A History of Modern Tibet, Vol. 3, 1955-1957: The Storm Clouds Descend, Berkeley, University of California Press, 2014, XXXV-547 p.
- (en) A History of Modern Tibet, Vol. 4, 1957-1959: In the Eye of the Storm, Oakland, University of California Press, 2019, XXXIV-571 p.

#### Articles de revues et d'ouvrages collectifs
- (en) Stratification, Polyandry and Family Structure in Tibet, in Southwestern Journal of Anthropology, 27, 1971, no. 1, pp. 64-74.
- (en) Taxation and the structure of a Tibetan village, in Central Asiatic Journal, vol. 15, issue 1, 1971, pp. 1–27.
- (en) Serfdom and Mobility: An Examination of the Institution of "Human Lease" in Traditional Tibetan Society, in The Journal of Asian Studies, vol. 30, issue 3, May 1971, pp. 521-534.
- (en) The Circulation of Estates in Tibet: Reincarnation, Land and Politics, in The Journal of Asian Studies, vol. 32, issue 3, May 1973, pp. 445-455.
- (en) Fraternal Polyandry and Fertility in a High  Himalayan Valley in Northwest Nepal, in Human Ecology, Vol. 4, 1976, No. 3, pp. 223-233.
- (en) Adjudication and Partition in the Tibetan Stem Family, in D. Buxbaum (ed.), Chinese Family Law and Social Change in Historical and Contemporary Perspective, University of Washington Press, Seattle, WA, 1978, pp. 205–214.
- (en) Pahari and Tibetan Polyandry Revisited, in Ethnology, vol. 17, 1978, issue 3, pp. 325-347.
- New perspectives on Tibetan Fertility and Population Decline, in American Ethnologist, vol. 8, 1981, issue 4, pp. 721-738.
- (en) Lhasa Street Songs: Political and Social Satire in Traditional Tibet, in The Tibet Journal, vol. 7, No. 1/2 (Spring/Summer 1982), pp. 56-66.
- (en) Melvyn C. Goldstein and P. Tsarong, Tibetan Buddhist Monasticism: Social, Psychological and Cultural Implications, in The Tibet Journal, 10(1): 14-31, 1985.
- (en) Re-examining Choice, Dependency and Command in the Tibetan Social System. "Tax Appendages" and Other Landless Serfs, in The Tibet Journal, vol. XI, No 4, 1986, pp. 79-112.
- (en) When Brothers Share a Wife, in Natural History, March 1987.
- (en) On the Nature of Tibetan Peasantry, in The Tibet Journal, vol. XIII, No 1, 1988, pp. 61-65.
- (en) Freedom, Servitude and the "Servant Serf" Nyima, in The Tibet Journal, vol. XIV, No 2, 1989, pp. 56-60.
- (en) avec Cynthia M. Beall, China's Birth Control Policy in the Tibet Autonomous Region, in Asian Survey, vol. 31, No 3, 1991, pp. 286-303.
- (en) The Dalai Lama's Dilemma, in Foreign Affairs, vol. 77, Number 1, January/February 1998.
- (en) The Revival of Monastic Life in Drepung Monastery, in Goldstein and Kapstein (eds.), Buddhism in Contemporary Tibet: Religious Revival & Cultural Identity, pp. 16-52, 1998a.
- (en) Introduction, in Goldstein and Kapstein (eds.), Buddhism in Contemporary Tibet: Religious Revival & Cultural Identity, pp. 1-15, 1998b.
- (en) Avec M. Kapstein (Eds.), Buddhism in Contemporary Tibet: Religious Revival and National Identity, University of California Press, 1998.

- (en) Avec Ben Jiao, Cynthia M. Beall & Phuntso Tsering, Fertility & Family Planning in Rural Tibet, in The China Journal, Vol. 47, 2002, Issue 1, pp. 19-39.
- (en) Avec Ben Jiao, Cynthia M. Beall, & Phuntsog Tsering, Development and Change in Rural Tibet. Problems and Adaptations, in Asian Survey, vol. XLIII, No. 5, September/October 2003, pp. 758-779.
- (en) Avec Cynthia M. Beall, Changing patterns of Tibetan nomadic pastoralism, in Human Biology of Pastoral Populations, Leonard and Crawford (eds.), Cambridge University Press, pp. 131-150.
- (en) Tibetan Buddhism and Mass Monasticism, in Des moines et des moniales dans le monde. La vie monastique dans le miroir de la parenté (ss la dir. de Adeline Herrou et Gisele Krauskopff), Presses universitaires de Toulouse-le Mirail, 2010.
- (en) avec G. Childs, Phujung Wangdui, Beijing's 'People First' development initiative for the Tibet Autonomous Region's rural sector — a case study from the Shigatse area, in The China Journal, 2010, vol. 63, pp. 59-78.

#### Rapport
- Tibet, China and the United States: Reflections on the Tibet Question, Occasional Paper Series, The Atlantic Council of the United States, April 1995, 89 p.

### Articles et vidéos sur l'Internet
- The Remote World of Tibet's Nomads, in National Geographic, June 1980, pp. 752-780
- The Impact of China's Reform Policy on the Nomads of Western Tibet
- Change and Continuity in Nomadic Pastoralism on the Western Tibetan Plateau
- Nomads of Golok, a Report
- A Report on Limi Panchayat, Humla District, Karnali Zone
- Tibet Transformed: How Modernization is Affecting the Culture and Traditions, conférence au Claremont McKenna College Marian Miner Cook Athenaeum, 15 novembre 2011